# Laterallus xenopterus
Il rallo facciarossiccia o schiribilla facciarossa (Laterallus xenopterus Conover, 1934) è un uccello della famiglia dei Rallidi originario del Brasile centro-meridionale e del Paraguay centrale.

## Descrizione
Il rallo facciarossiccia misura circa 14 cm di lunghezza, ed è ricoperto da un piumaggio alquanto variopinto. Testa e collo sono castano-rossicci e il dorso marrone uniforme. Le ali e la coda sono nerastre. Le copritrici sono ricoperte da barre bianche e nere. La parte superiore del petto è color camoscio-arancio, con la gola più chiara. Le parti inferiori rimanenti sono bianche, rigate di nero sull'addome. Il sottocoda è quasi completamente nero. Il ramo superiore del becco è di colore nerastro, quello inferiore turchese. Le zampe sono grigio-brune.

## Distribuzione e habitat
Occupa un areale molto frammentato, costituito da dieci siti sparsi attraverso il Paraguay orientale, il Brasile centrale e la Bolivia centrale. Abita le paludi di acque poco profonde o le praterie allagate della regione del Cerrado e del Pantanal.

## Biologia
Le abitudini di questa specie sono quasi sconosciute, ma si ritiene non si discostino molto da quelle di altre specie di Laterallus, come il rallo fianchirossicci e quello biancorosso, presenti nelle stesse aree.

## Conservazione
Gli studiosi hanno scoperto che questo Rallide è più comune di quanto ritenuto in precedenza. Tuttavia, il prosciugamento del Cerrado per fare spazio a nuovi terreni agricoli ne minaccia la sopravvivenza.